# Saint-Senier-sous-Avranches
Saint-Senier-sous-Avranches is een gemeente in het Franse departement Manche (regio Normandië). De plaats maakt deel uit van het arrondissement Avranches. Saint-Senier-sous-Avranches telde op 1 januari 2022 1.426 inwoners.

## Geografie
De oppervlakte van Saint-Senier-sous-Avranches bedroeg op 1 januari 2022 8,62 vierkante kilometer; de bevolkingsdichtheid was toen 165,4 inwoners per km².

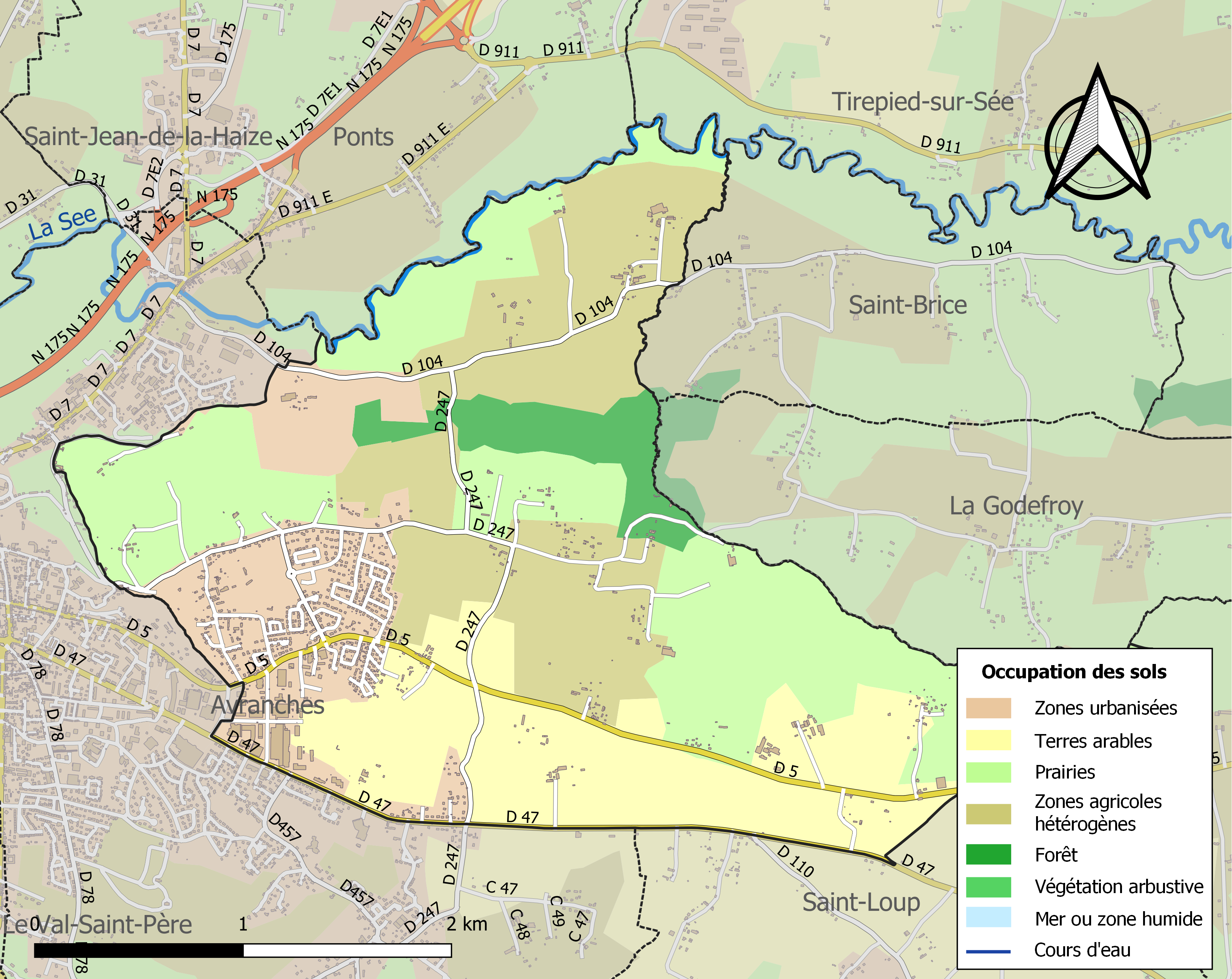
Kaart van de gemeente met de belangrijkste infrastructuur, bodemgebruik en omliggende gemeenten

## Demografie
Onderstaande figuur toont het verloop van het inwonertal (bron: INSEE-tellingen).